# Antalas
Antalas (en griego antiguo: Ἀντάλας) fue un líder bereber del siglo VI. Jugó un papel importante en las guerras entre los bizantinos y las tribus rebeldes bereberes de Bizacena y Tripolitania durante la primera mitad del siglo VI.
Antalas era hijo de Guenfan, el jefe de la tribu frexes. Le sucedió alrededor del año 517 y luchó primero contra los vándalos en Bizacena y luego, después de la Guerra vándala, se convirtió en aliado de los bizantinos. En 543-544 cambió de bando. Después de varios éxitos contra las fuerzas bizantinas, Antalas y su tribu se convirtieron de nuevo en súbditos del Imperio bizantino en 548. Las principales fuentes de su vida son el poema épico Johannis de Flavio Cresconio Coripo y la Historia de las guerras contra los vándalos de Procopio de Cesarea.

## Biografía
Antalas nació alrededor del año 499 en Bizacena (actual Túnez central). Era hijo de Guenfan, el jefe de los frexes, una tribu bereber situada entre Telepte (actual Medinet el-Kedima) y Theveste (actual Tébessa). Su carrera comenzó a la edad de 17 años, alrededor del año 516, cuando robó rebaños de ovejas en Bizacena durante el reinado del rey vándalo Trasamundo. Pronto reunió partisanos a su alrededor y se convirtió en un bandolero, embarcándose en un saqueo más extenso. A partir de entonces luchó contra los vándalos tendiéndoles trampas en los valles y montañas, y tuvo éxito. Alrededor del año 517 sucedió a su padre al frente de los frexes. En 529 comenzó a incendiar las ciudades, a saquear las llanuras y a librar batallas abiertas. Ese mismo año se convirtió en el líder de los bereberes de Bizacena y obtuvo una victoria decisiva contra el general vándalo general Hildimer, bajo el reinado del rey Hilderico.
Después de la guerra y la conquista del reino vándalo en 533-534 por el Imperio bizantino, Antalas se convirtió en un aliado del Imperio, recibiendo a cambio dinero y diversos suministros. Sin embargo, en el invierno de 533-544, Antalas entró en un malentendido con Salomón, el magister militum de África. Acusó al general bizantino de haber cortado arbitrariamente la paga de alimentos que le había asignado el emperador bizantino Justiniano I, y también lo culpó de la ejecución de su hermano, Guarizila, acusado de fomentar los disturbios en Bizacena. Esta última acción hizo que Antalas cambiara de bando para vengar a su hermano, y cuando los laguatan se rebelaron en Tripolitania al año siguiente, él y sus seguidores se unieron a ellos. Estas tribus unificadas infligieron una dura derrota a los bizantinos en la batalla de Cillium, donde el mismo general Salomón pereció.
La muerte de Salomón, el gobernador competente, llevó a su reemplazo por su sobrino Serge, cuyo arrogante trato a los laguatan ayudó a desencadenar su revuelta. Según Procopio de Cesárea, casi todos los bereberes estaban en ese momento bajo el control de Antalas. Al mismo tiempo, Estotzas, un soldado desertor bizantino que había dirigido una rebelión infructuosa unos años antes, se unió a la llamada de Antalas desde su refugio en Mauritania y quedó bajo su mando. Juntos, sin encontrar resistencia, saquearon y asolaron la región con impunidad. Antalas escribió entonces a Justiniano, pidiéndole que despidiera a Serge para que cesaran las hostilidades, pero sin resultados. A principios del año 545, el emperador envió al patricio Areobindo para dirigir las operaciones con Serge. Sin embargo, los dos hombres no tenían habilidades militares y pasaban su tiempo discutiendo. Mientras Serge permanecía pasivo en Cartago, Antalas, acompañado por Estotzas, dirigió sus tropas hacia el norte y logró atrapar a Himerio, que entregó la ciudad de Hadrumetum para salvarle la vida. Finalmente, a finales del año 545, Areobindo ordenó a Juan, entonces inquieto, que avanzara y se opusiera al ejército conjunto de Antalas y Stotzas, posicionado en Thacia (ahora Bordj Messaoudi, en Túnez). Las tropas de Juan fueron derrotadas en la batalla de Thacia, simbolizada por la muerte de Juan, quien, sin embargo, logró herir mortalmente a Estotzas en un duelo.
Después de la derrota en Thacia, Serge fue despedido y Areobindo lo reemplazó. En este punto, el ambicioso dux de Numidia, Guntarico, contactó con los diferentes líderes bereberes, con el objetivo de derrocar a Areobindo. A Antalas se le prometió el liderazgo de los bizantinos, la mitad del tesoro de Areobindo y 1500 soldados bizantinos. Para aumentar la presión sobre los bizantinos, los seguidores de Antalas, Cutzinas y Estotzas se dirigieron a Cartago. Al mismo tiempo, Areobindo contacto secretamente con Cutzinas, quien prometió matar a Antalas una vez que comenzara la batalla. Sin embargo, este plan fue revelado a Antalas por Guntarico. Durante estos eventos, debido a la pusilanimidad de Areobindo, se evitó una batalla y en marzo, Guntarico se apoderó de Cartago y asesinó a Areobindo.
Guntarico era el dueño de Cartago. Envió la cabeza de Areobindo a Antalas pero se quedó con el dinero y los soldados prometidos. Como resultado, retiró a sus hombres a Bizacena. Allí, para reconciliarse con el emperador, contactó con el dux de Bizancio, Marcencio, que había huido a una isla, proponiendo un esfuerzo conjunto contra Guntarico. Este último envió un ejército liderado por Cutzinas y Artabanes contra Antalas, que logró derrotarlo. Sin embargo, Guntarico fue asesinado poco después por una conspiración dirigida por Artabanes en mayo de 546, con Cartago y el ejército regresando al redil imperial. Justiniano envió entonces a un experimentado soldado, Juan Troglita, para restaurar el orden en las provincias africanas. Reuniendo sus fuerzas, Troglita partió de Cartago hacia Bizacena. Antalas envió una embajada al general bizantino que la rechazó y encarceló a los emisarios. Poco después, envió a su propio embajador, que puso a Antalas ante la elección de la batalla o la sumisión inmediata. Antalas rechazó esta última opción y los dos ejércitos se enfrentaron en otoño de 546. La batalla resultó en una victoria aplastante para los bizantinos y grandes pérdidas para los bereberes. Las insignias imperiales perdidas en Cillium fueron recuperadas. Las fuentes no especifican el refugio de Antalas después de esta derrota.
Sin embargo, durante el verano, los bereberes tripolitanos bajo el mando de Carcasan infligieron una dura derrota a Troglita en la batalla de Marta. Después de esta victoria, los rebeldes bereberes lanzaron incursiones en las cercanías de Cartago.· Al año siguiente, Antalas se unió a los bereberes de Tripolitania que invadieron Bizacena. Antalas discrepaba en sus posiciones con Carcasan porque proponía una táctica más cautelosa de tierra quemada mientras Troglita avanzaba contra ellos. Sin embargo, los dos adversarios se encontraron más tarde en el verano en Latara, en los campos de Catón. Los líderes rebeldes decidieron enfrentarse a Juan Troglita y sus tropas. Después de una dura lucha, en la que se derrotó a los líderes pro-bizantinos Cutzixna, Putzíntulo y Gisirido, la muerte del líder Carcasan llevó a la desintegración de la coalición rebelde. La revuelta fue sofocada mientras Antalas y los líderes sobrevivientes se sometieron a Troglita. Se desconoce lo que le sucedió a Antalas después, pero es comparable a la situación que prevaleció en el período anterior a estos acontecimientos.